# Villanova Solaro
Villanova Solaro (en français, Villeneuve Solaro) est une commune italienne de la province de Coni, dans la région Piémont.

## Administration
| Période                                  | Période | Identité | Étiquette | Qualité |
| ---------------------------------------- | ------- | -------- | --------- | ------- |
|                                          |         |          |           |         |
| Les données manquantes sont à compléter. |         |          |           |         |

### Hameaux
Vernetto, Airali

### Communes limitrophes
Moretta, Murello, Ruffia, Scarnafigi, Torre San Giorgio